# Động đất Tứ Xuyên 2019
Động đất Tứ Xuyên 2019 (tiếng Trung: 2019年长宁地震) là trận động đất xảy ra vào lúc 22:55 (CST), ngày 17 tháng 6 năm 2019. Trận động đất có cường độ 5.8 richter, tâm chấn độ sâu khoảng 6 km. Hậu quả trận động đất đã làm 13 người chết, hơn 200 người bị thương.